# Jagdgeschwader 234
A Jagdgeschwader 234 Schlageter foi uma asa de caças da Luftwaffe, durante a Alemanha Nazi. Foi baptizada em honra a Albert Leo Schlageter, um membro dos Freikorps que faleceu em 1923, considerado mártir pelo regime nacional-socialista. Operou aeronaves Heinkel He 51, Arado Ar 68 e Messerschmitt Bf 109.